# Omar Fraile
Omar Fraile Matarranz (Santurce, 17 de julio de 1990) es un ciclista profesional español. Desde 2022 corre para el equipo británico INEOS Grenadiers.
Toda su vida ha competido en mountain bike hasta juveniles donde dio el paso a carretera. Destacó en amateur con el equipo ciclista Seguros Bilbao fichando en 2012 con el equipo Orbea Continental para pasar en 2013 al Euskaltel-Euskadi. Sin embargo, tras cambios internos en el equipo vasco en 2013, pasó a Caja Rural que serviría como equipo intermedio antes de dar el salto definitivo al Euskaltel Euskadi.

## Carrera
En 2014 ganó la clasificación de las metas volantes en la Vuelta al País Vasco.
En 2015, siguió mostrando su trayectoria ascendente, consiguiendo la victoria en el Giro de los Apeninos. También conseguiría una etapa de los Cuatro Días de Dunkerque. 
En plena Vuelta a España, se anunció su fichaje por el Dimension Data, que se estrenaba como equipo UCI World Tour, máxima categoría del ciclismo. En la misma Vuelta a España, se alzaría con su primer jersey de la montaña con 82 puntos, por delante de su compatriota Rubén Plaza que se quedaría con 63.
En 2016 se estrenaría en el Giro de Italia. Lamentablemente tuvo que abandonar por problemas estomacales. 
Volvería a competir en la Vuelta a España, teniendo como objetivo el ganar una etapa. No lo conseguiría, aún intentándolo varios días desde las escapadas. Su ahínco le hizo volver a endosarse con el jersey de la montaña final en Madrid, aunque esta vez con mucha menos diferencia, ya que el francés Kenny Elissonde se quedó a solo un punto en la última etapa de montaña.
Para 2017, declaró que sus objetivos serían dar un paso adelante, y conseguir una etapa en alguna de las Grandes Vueltas, además de conseguir alguna vuelta de una semana. Y finalmente consiguió alzarse con una gran victoria en la undécima etapa del Giro de Italia tras ganar el sprint de la escapada a Rui Costa.
El 21 de julio de 2018 consiguió estrenar su palmarés en el Tour de Francia al ganar la etapa con llegada en Mende. Formó parte de una fuga numerosa de unos 30 corredores, de la que saltó el belga Stuyven. Omar aprovechó el último puerto del día, la Croix Neuve (de segunda categoría, menos de 3 kilómetros de longitud pero muy explosivo, con rampas en torno al 10%) para lanzar un duro ataque, recortar un minuto y después rebasar a Stuyven, y finalmente mantener la distancia con él y Alaphilippe para entrar con los brazos en alto por apenas 7 segundos.
El 3 de abril de 2025, anuncia su retiro como ciclista profesional al final de esa temporada.

## Palmarés
2015
- Giro de los Apeninos
- 1 etapa de los Cuatro Días de Dunkerque
- Clasificación de la montaña de la Vuelta a España

2016
- Clasificación de la montaña de la Vuelta a España

2017
- 1 etapa del Giro de Italia

2018
- 1 etapa de la Vuelta al País Vasco
- 1 etapa del Tour de Romandía
- 3.º en el Campeonato de España en Ruta
- 1 etapa del Tour de Francia

2021
- Campeonato de España en Ruta

2023
- 1 etapa de la Vuelta a Andalucía

## Resultados en Grandes Vueltas y Campeonatos del Mundo
Durante su carrera deportiva ha conseguido los siguientes puestos en las Grandes Vueltas y en los Campeonatos del Mundo en carretera:
| Carrera         | Carrera         | 2012 | 2013 | 2014 | 2015 | 2016 | 2017 | 2018 | 2019 | 2020 | 2021 | 2022 | 2023  | 2024 |
| --------------- | --------------- | ---- | ---- | ---- | ---- | ---- | ---- | ---- | ---- | ---- | ---- | ---- | ----- | ---- |
|                 | Giro de Italia  | —    | —    | —    | —    | Ab.  | 65.º | —    | —    | —    | —    | —    | —     | —    |
|                 | Tour de Francia | —    | —    | —    | —    | —    | —    | 57.º | 71.º | 60.º | 57.º | —    | 60.º  | —    |
|                 | Vuelta a España | —    | —    | —    | 88.º | 69.º | Ab.  | 63.º | 79.º | 64.º | Ab.  | —    | 115.º | —    |
| Mundial en Ruta | Mundial en Ruta | —    | —    | —    | —    | Ab.  | —    | Ab.  | —    | —    | —    | —    | —     | —    |

—: no participa

Ab.: abandono

## Equipos
- Orbea Continental (2012)
- Caja Rural (2013-2015)
  - Caja Rural (2013) (hasta el 7 de marzo)
  - Caja Rural-Seguros RGA (2013-2015)
- Dimension Data (2016-2017)
- Astana (2018-2021)
  - Astana Pro Team (2018-2020)
  - Astana-Premier Tech (2021)
- INEOS Grenadiers (2022-)